# Décès en juin 1998
Décès
- 1994
- 1995
- 1996
- 1997
- 1998
- 1999
- 2000
- 2001
- 2002

Pour une information complémentaire, voir la page d'aide.

| Date     | Nom                      | Activités | Âge | Source |
| -------- | ------------------------ | --- | --- | ------ |
| 1er juin | Gottfried Dienst         | arbitre de football suisse | 79  |        |
| 1er juin | Darwin Joston            | acteur américain | 60  |        |
| 1er juin | Todd Witsken             | joueur de tennis américain | 34  |        |
| 1er juin | Babe Woollett            | pilote canadien | ?   |        |
| 2 juin   | Daniel Isaac Axelrod     | paléontologue américain | ?   |        |
| 2 juin   | George Bornoff           | violoniste canadien | ?   |        |
| 2 juin   | Mihai Ioan Botez         | professeur titulaire de neurologie à la faculté de médecine de l'Université de Montréal, docteur honoris causa de l'Université Carol Davila de Bucarest. | 70  |        |
| 2 juin   | Helen Carter             | chanteuse country américaine | 70  |        |
| 2 juin   | Junkyard Dog             | catcheur américain | 45  |        |
| 2 juin   | Georges Grasset          | Compagnon de la Libération | 87  |        |
| 2 juin   | Rycky Hyslop             | violoniste canadien | 83  |        |
| 2 juin   | Gonzalo Martínez Ortega  | réalisateur et scénariste mexicain pour le cinéma et la télévision                                                                                       | 64  |        |
| 2 juin   | Errol Parker             | pianiste et compositeur français | 72  |        |
| 2 juin   | Sohrab Shahid Saless     | cinéaste iranien | 53  |        |
| 2 juin   | Horace Savelli           | Compagnon de la Libération | 90  |        |
| 2 juin   | Dorothy Stickney         | actrice américaine | 101 |        |
| 3 juin   | Lucien Conein            | espion américain | 79  |        |
| 3 juin   | Ernest Henry             | nageur australien | 65  |        |
| 3 juin   | Raymond Latarjet         | cancérologue français | 86  |        |
| 3 juin   | William L. Snyder        | producteur de cinéma américain | 80  |        |
| 4 juin   | Fred Burchell            | joueur professionnel québécois de hockey sur glace | 67  |        |
| 4 juin   | Clancy Carlile           | scénariste américain | 68  |        |
| 4 juin   | Josephine Hutchinson     | actrice américaine | 94  |        |
| 4 juin   | Lawrence Jackson         | écrivain américain | 56  |        |
| 4 juin   | Ray Montgomery           | acteur américain | 76  |        |
| 4 juin   | Miguel Montuori          | footballeur italien | 66  | (en)   |
| 4 juin   | Shirley Povich           | journaliste sportif américain | 92  |        |
| 4 juin   | Angel South              | guitariste de jazz américain | ?   |        |
| 4 juin   | Bunner Travers           | joueur de rugby gallois | 84  |        |
| 4 juin   | Jean Cuillerat           | peintre français | 70  |        |
| 5 juin   | Poul Bundgaard           | acteur et chanteur danois | 75  |        |
| 5 juin   | Alfred Kazin             | critique littéraire américain | 83  |        |
| 5 juin   | Serge Kerval             | chanteur français | 59  |        |
| 5 juin   | Jeannette Nolan          | actrice américaine | 86  |        |
| 5 juin   | Dieter Roth              | imprimeur et artiste contemporain suisse d'origine allemande                                                                                             | 67  |        |
| 5 juin   | Sam Yorty                | homme politique américain | 88  | (en)   |
| 6 juin   | DJ Cool (Jean-Luc Crimé) | rappeur français | 30  |        |
| 6 juin   | Gérald Hervé             | écrivain français | 69  |        |
| 6 juin   | Pierre-Charles Krieg     | député français | 76  |        |
| 6 juin   | Renée Saint-Simon        | libraire française | 56  |        |
| 7 juin   | Jerry Neil Capehart      | compositeur de chansons américain | 69  |        |
| 7 juin   | Thomas Narcejac          | écrivain français | 89  |        |
| 8 juin   | Sani Abacha              | dictateur nigerian | 54  |        |
| 8 juin   | Agostino Casaroli        | cardinal italien | 83  |        |
| 8 juin   | Jean-Émile Charon        | physicien français | 78  |        |
| 8 juin   | Derrick John McGlew      | joueur de cricket sud-africain | 69  |        |
| 8 juin   | Maria Reiche             | mathématicienne péruvienne | 93  |        |
| 8 juin   | Larissa Youdina          | journaliste russe | 52  |        |
| 9 juin   | Agostino Casaroli        | cardinal italien, Secrétaire d'État du Vatican | 83  |        |
| 9 juin   | John Duncan (en)         | harpiste canadien | 94  |        |
| 9 juin   | Lois Mailou Jones        | peintre américaine | 92  |        |
| 9 juin   | Dorothy Stickney         | actrice américaine | 101 |        |
| 10 juin  | David English            | homme de presse britannique | 67  |        |
| 10 juin  | Fernando Germani         | organiste italien | 93  |        |
| 10 juin  | Jim Hearn                | joueur de base-ball américain | 77  |        |
| 10 juin  | Ralph Innes              | écrivain britannique, auteur de polars | 84  |        |
| 10 juin  | Harrison Muller          | danseur américain | 71  |        |
| 10 juin  | Steve Sanders            | chanteur et guitariste américain du groupe Oak Ridge Boys                                                                                                | 45  |        |
| 10 juin  | Yu Won-jun               | acteur de cinéma nord-coréen | 78  |        |
| 10 juin  | Tadashi Yoshida          | compositeur japonais | 77  |        |
| 11 juin  | Bernard Alliot           | journaliste français | 60  |        |
| 11 juin  | Catherine Cookson        | écrivaine britannique | 91  |        |
| 11 juin  | Jacques Emmanuel         | acteur français | ?   |        |
| 11 juin  | Pierre Flourens          | acteur français | ?   |        |
| 11 juin  | George Edward Flower     | éducateur canadien | 78  |        |
| 11 juin  | Marc Mahieu              | homme politique belge | 63  |        |
| 11 juin  | David Mestre             | poète et journaliste angolais | 49  |        |
| 11 juin  | Jože Privšek             | compositeur yougoslave | ?   |        |
| 11 juin  | Lucia Valentini Terrani  | mezzo-soprano italien | 51  |        |
| 11 juin  | François Wehrlin         | directeur français de l'École spéciale d'architecture | 62  |        |
| 12 juin  | Georges Buis             | général français | 51  |        |
| 12 juin  | Jon Leirfall             | homme politique norvégien | 98  |        |
| 12 juin  | Theresa Merritt          | actrice américaine | 75  |        |
| 12 juin  | Adrien Spinetta          | ancien vice-président français du conseil général des ponts et chaussées                                                                                 | 90  |        |
| 12 juin  | Lucienne Velu            | athlète et basketteuse française | 95  |        |
| 13 juin  | Lucio Costa              | architecte et urbaniste brésilien | 96  |        |
| 13 juin  | Birger Ruud              | skieur norvégien | 86  |        |
| 13 juin  | Fernand Sastre           | ancien président des instances dirigeantes du football français                                                                                          | 74  |        |
| 13 juin  | Reg Smythe               | dessinateur britannique | 81  |        |
| 13 juin  | Éric Tabarly             | navigateur français | 66  |        |
| 13 juin  | Pierre Talbot            | médecin français | 67  |        |
| 14 juin  | Ginette Mathiot          | gastronome française | 91  |        |
| 15 juin  | Robert Berton            | historien valdôtain | 89  |        |
| 15 juin  | Keith Newton             | footballeur anglais | 56  |        |
| 15 juin  | Thierry Salmon           | metteur en scène belge | 41  |        |
| 15 juin  | Anton van Wilderode      | écrivain et poète belge d'expression néerlandaise | 79  |        |
| 16 juin  | Mohamed Metwali Chaârawi | homme politique iranien | 87  |        |
| 16 juin  | Fred Wacker              | pilote automobile américain | 79  |        |
| 17 juin  | Manuel Vidal             | footballeur espagnol | 91  |        |
| 18 juin  | Otto Baum                | SS-Oberführer de la Waffen-SS allemand | 86  |        |
| 18 juin  | Taoufik Bouhima          | basketteur tunisien | 47  |        |
| 18 juin  | André Chorda             | footballeur français | 60  |        |
| 18 juin  | Archie Edwards           | guitariste, chanteur et compositeur américain de blues                                                                                                   | 79  |        |
| 18 juin  | Ernesto Grillo           | footballeur argentin | 68  |        |
| 18 juin  | Daniel Vié               | homme politique français | 72  |        |
| 19 juin  | Elio Ragni               | athlète italien spécialiste du sprint | 87  |        |
| 20 juin  | Ernst Brugger            | homme politique suisse | 84  |        |
| 20 juin  | Kali                     | peintre polonaise naturalisée américaine | 79  | (pl)   |
| 20 juin  | Conrad Schumann          | un des transfuges les plus célèbres de l'Allemagne de l'Est                                                                                              | 56  |        |
| 20 juin  | Antonios Tarabay         | moine libanais | 87  |        |
| 21 juin  | Anastasio Ballestrero    | cardinal italien, archevêque de Turin | 84  |        |
| 21 juin  | François Lehideux        | industriel et homme politique français | 94  |        |
| 22 juin  | Norberto Méndez          | footballeur argentin | 75  |        |
| 23 juin  | Leonard Jones            | avocat et homme politique canadien | 73  |        |
| 23 juin  | Kurt Kren                | artiste autrichien qui s'est beaucoup investi dans le cinéma expérimental                                                                                | 68  |        |
| 23 juin  | Maureen O'Sullivan       | actrice, mère de Mia Farrow | 87  |        |
| 24 juin  | Jandeline                | comédienne française | 87  |        |
| 24 juin  | Jean Mercure             | acteur, adaptateur, metteur en scène et homme de théâtre français                                                                                        | 89  |        |
| 25 juin  | Lounès Matoub            | chanteur algérien assassiné | 42  |        |
| 26 juin  | Pierre Angénieux         | ingénieur-opticien et industriel français | 90  |        |
| 26 juin  | Alioune Blondin Béye     | professeur, avocat et homme politique malien | 59  |        |
| 26 juin  | Andrew Croft             | militaire, explorateur et alpiniste britannique | 91  |        |
| 26 juin  | Luciano Pezzi            | coureur cycliste italien | 77  |        |
| 26 juin  | Dick Schulz              | basketteur américain | 80  |        |
| 27 juin  | Pierre Boutang           | philosophe, traducteur et journaliste politique français                                                                                                 | 81  |        |
| 27 juin  | Gilles Rocheleau         | homme d'affaires et homme politique fédéral, provincial et municipal du Québec                                                                           | 62  |        |
| 27 juin  | Joyce Wieland            | peintre et réalisatrice canadienne | 66  |        |
| 27 juin  | Zheng Zuoxin             | ornithologue chinois | 91  |        |
| 28 juin  | Jacques Pilhan           | publicitaire et conseiller en communication politique des présidents François Mitterrand et Jacques Chirac                                               | 54  |        |
| 28 juin  | Jean-Yves Raimbaud       | dessinateur français | 40  |        |
| 28 juin  | Jack Rowley              | footballeur anglais | 77  |        |
| 29 juin  | Jess Hahn                | acteur américain naturalisé français | 76  |        |
| 29 juin  | Louis Hostin             | haltérophile français | 90  |        |
| 30 juin  | Fred Asparagus           | acteur américain | 51  |        |
| 30 juin  | Roy Burnett              | joueur de rugby gallois | 71  |        |
| 30 juin  | Renato Capecchi          | baryton italien | 74  |        |
| 30 juin  | François Dornic          | homme politique sarthois, historien, enseignant, docteur ès lettre en histoire et écrivain français                                                      | 86  |        |
| 30 juin  | Léon-Arthur Elchinger    | évêque de Strasbourg de 1967 à 1984 | 89  |        |
| 30 juin  | Yon Etxaide              | écrivain, bertsolari et académicien basque espagnol de langue basque                                                                                     | 78  |        |
| 30 juin  | Victor John Peter        | joueur de hockey sur gazon indien | 36  |        |